# Бирманское письмо
Бирманское письмо — письменность бирманского языка. Разновидность индийского консонантно-слогового письма (абугида). Используется в Бирме для записи бирманского, монского (монское письмо), шанского (шанское письмо) и нескольких каренских языков. Характерной чертой является округлость написания, обусловленная тем, что традиционные пальмовые листья, использовавшиеся для письма, рвались от прямых линий. Письмо слева направо. Между словами не делаются пропуски, хотя при неформальном письме пробелы ставятся между предложениями.
Шрифт видоизменяется в зависимости от языка (шанский, монский и т. д.).

## Алфавит
Имеется 45 букв: 34 согласных, 11 гласных (7 основных, изменяющихся в трёх тонах). Согласные делятся на группы по пять букв, за исключением последних трех букв. Шесть букв используются только в заимствованиях из языка пали. Как и другие индийские шрифты, звуки могут изменяться путём добавления диакритических знаков под или рядом с буквой. Используются специальные символы для обозначения тона звука.
Определённые согласные в сочетаниях могут образовывать лигатуры, в которых конечная буква размещается под предыдущей. Они используются в сокращениях и для обозначения санскритского или палийского происхождения слова.
По мьянманской классификации знаки делятся на пять групп:
- бьи (бжи) — согласные буквы (алфавит);
- тра — знаки гласных и тонов (ечха и др.);
- бьитвэ (бжитвэ) — лигатуры согласных в бирманской письменности; алфавит лигатур (экьябжитвэ) является четвёртым подуровнем общего мьянманского алфавита и располагается после этэ; знание экьябжитвэ необходимо для ориентации в бирманском словаре и списках, построенных по правилам мьянманского алфавита;
- этэ — финали;
- салоусин — двухуровневая запись согласных лигатур в словах палийского происхождения.

| Алфавит | МФА   | Название | Название    |
| ------- | ----- | -------- | ----------- |
| က       | /ka/  | ကကြီး       | Каджи       |
| ခ       | /kʰa/ | ခခွေး       | Кхагвэй     |
| ဂ       | /ɡa/  | ဂငယ်      | Гангэ       |
| ဃ       | /ɡa/  | ဃကြီး       | Гаджи       |
| င       | /ŋa/  | င        | Нга         |
| စ       | /sa/  | စလုံး       | Салоун      |
| ဆ       | /sʰa/ | ဆလိမ်      | Схалейн     |
| ဇ       | /za/  | ဇခွဲ       | Загвэ       |
| ဈ       | /za/  | ဈမျဉ်းဆွဲ     | Заминьзвэ   |
| ည       | /ɲa/  | ည        | Нья         |
| ဋ       | /ta/  | ဋသန်လျင်းချိတ်  | Татэлинджэй |

| Алфавит | МФА   | Название | Название  |
| ------- | ----- | -------- | --------- |
| ဌ       | /tʰa/ | ဌဝမ်းဘဲ     | Тхавунбэ  |
| ဍ       | /da/  | ဍရင်ကောက်    | Дайингау  |
| ဎ       | /da/  | ဎရေမှုတ်     | Дайейхмоу |
| ဏ       | /na/  | ဏကြီး       | Наджи     |
| တ       | /ta/  | တဝမ်းပူ     | Тауамбу   |
| ထ       | /tʰa/ | ထဆင်ထူး     | Тхасхинду |
| ဒ       | /da/  | ဒထွေး       | Дадвей    |
| ဓ       | /da/  | ဓအောက်ခြိုက်    | Даучхай   |
| န       | /na/  | နငယ်      | Нангэ     |
| ပ       | /pa/  | ပစောက်      | Пазау     |
| ဖ       | /pʰa/ | ဖဦးထုပ်     | Пхаудоу   |

| Алфавит | МФА  | Название | Название |
| ------- | ---- | -------- | -------- |
| ဗ       | /ba/ | ဗထက်ခြိုက်‌    | Бадэчай  |
| ဘ       | /ba/ | ဘကုန်း      | Багоу    |
| မ       | /ma/ | မ        | Ма       |
| ယ       | /ja/ | ယပက်လက်    | Япеле    |
| ရ       | /ja/ | ရကောက်‌      | Ягау     |
| လ       | /la/ | လ        | Ла       |
| ဝ       | /wa/ | ဝ        | Валоун   |
| သ       | /θa/ | သ        | Та       |
| ဟ       | /ha/ | ဟ‌        | Ха       |
| ဠ       | /la/ | ဠကြီး       | Ладжи    |
| အ       | /ʔ/  | အ        | А        |

### Диакритические знаки
Бирманский язык обладает сложной системой диакритического обозначения.
- Аукамьин
- Ечха
- Уэйсапау
- Лончжетин
- Тачхаунгин
- Хначхаунгин
- Тавейдоу
- Этэ
- Наупьин
- Тедетин
- Хатхо
- Васхвэ
- Яйи
- Япин

## Бирманский пали
Первоначально бирманское письмо использовалось для написания буддийских текстов на языке пали, а в дальнейшем было приспособлено к бирманскому языку с помощью сложной системы диакритических знаков и изменения произношения некоторых букв.
В настоящее время буддийские тексты в Бирме печатаются бирманским шрифтом.

### Гласные
- А —
- И —
- Иджи —
- У —
- Уджи —
- Э —
- О —
- Ау —
- Типитака бирманским шрифтом Архивная копия от 16 января 2010 на Wayback Machine

## Цифры
В Бирме используется десятичная система счисления. Порядок написания цифр такой же, как при использовании арабских цифр.

## Пунктуация
В бирманском языке используются два знака, соответствующих запятой и точке.
Сравнительная таблица письменностей деванагари, бирманской, туа-тхам и ланна.